# 이탈리아계 에리트레아인
이탈리아계 에리트레아인(이탈리아어:Italo-eritrei)은 에리트레아에 거주하는 이탈리아인으로 에리트레아로 이주했거나 이탈리아의 식민지 시기 개척자들의 후손이다.

## 같이 보기
- 이탈리아령 에리트레아
- 이탈리아령 동아프리카